# Therdonne
Therdonne ist eine französische Gemeinde mit 1175 Einwohnern (Stand 1. Januar 2022) im Département Oise in der Region Hauts-de-France. Sie gehört zum Arrondissement Beauvais und zum Kanton Mouy und ist Teil der Communauté d’agglomération du Beauvaisis.

## Geographie
Die nördlich von der Route nationale 31 umgangene, südöstlich an Beauvais anschließende Gemeinde liegt größtenteils am linken (nördlichen) Ufer des Thérain. Nachbargemeinden von Therdonne sind Tillé im Norden, Nivillers im Nordosten, Laversines im Osten, Rochy-Condé im Südosten, Warluis im Süden, Allonne im Südwesten und Westen sowie Beauvais im Nordwesten.

## Geschichte
Die Gemeinde wurde 1793 errichtet. Therdonne bestand ursprünglich aus den Siedlungen Saint-Ouen, Wagicourt, Bourguillemont, Therdonne, Bruneval und Villers-sur-There. Bruneval und Villers gehören heute zu den Gemeinden Allonne bzw. Warluis.

## Einwohner
| 1962 | 1968 | 1975 | 1982 | 1990 | 1999 | 2006 | 2011 |
| ---- | ---- | ---- | ---- | ---- | ---- | ---- | ---- |
| 669  | 681  | 730  | 719  | 760  | 802  | 887  | 950  |

## Verwaltung

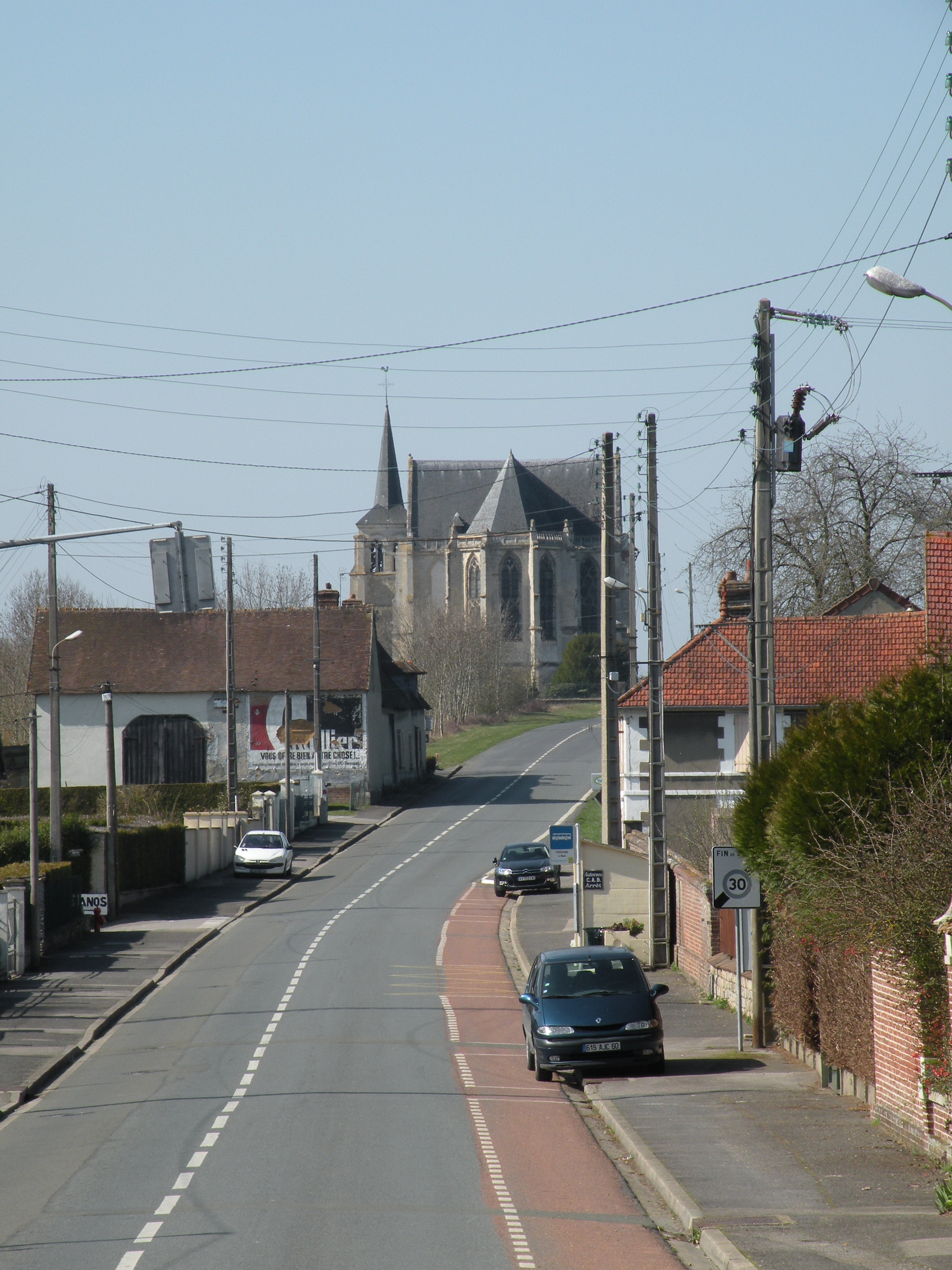
Kirche Saint-Ouen

Bürgermeister (maire) ist seit 2008 Denis Deslandes.

## Sehenswürdigkeiten

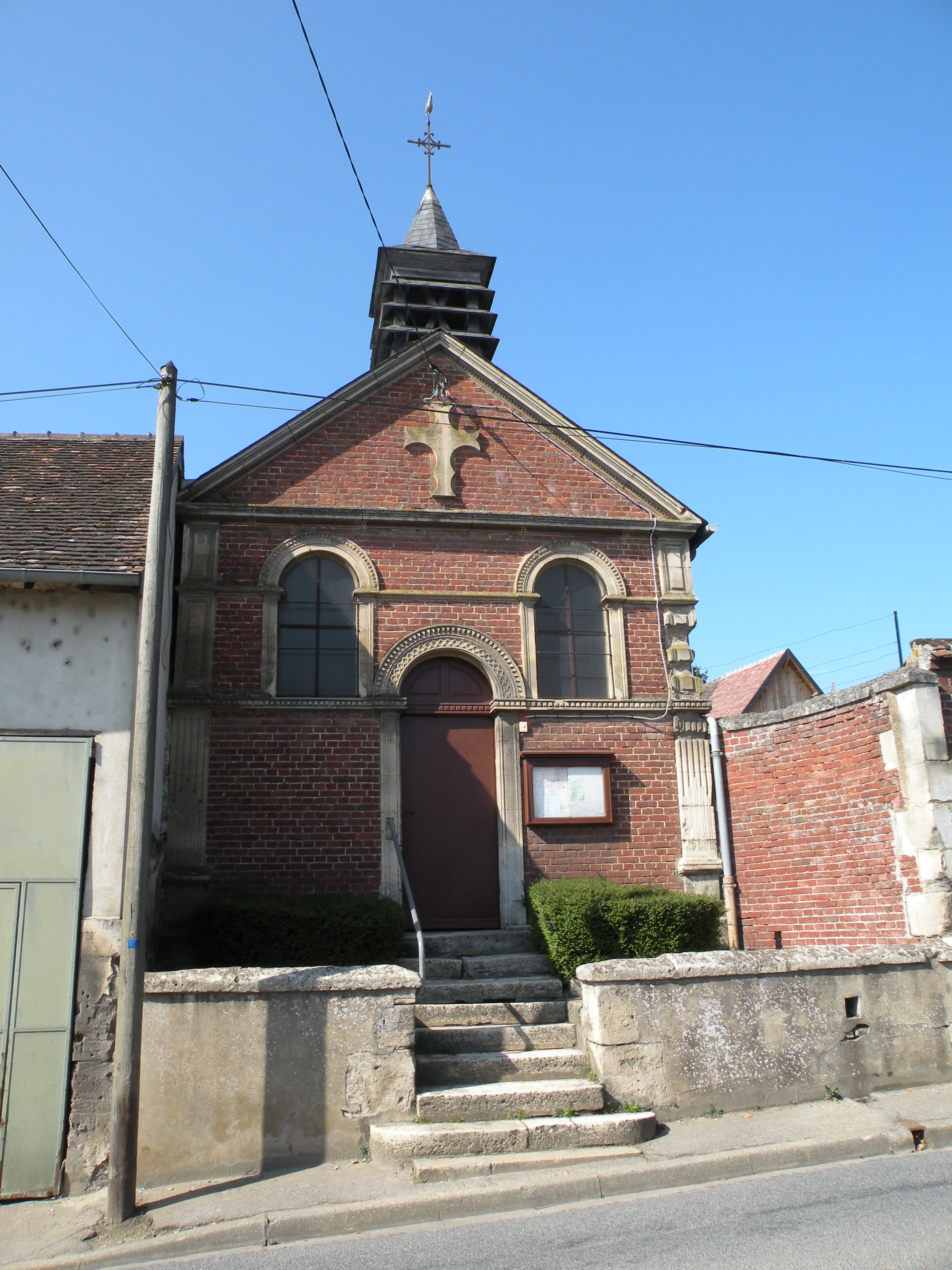
Chapelle de Secours

- Kirche Saint-Ouen, 1913 als Monument historique klassifiziert[1][2] (siehe auch: Liste der Monuments historiques in Therdonne)
- Chapelle de Secours (Kapelle)
- Ruinen des Château de Barbanson (Schloss)
- Merowingische Redoute im Bois de la Motte